# 로이 로머
로이 로머(Roy Romer, 1928년 10월 31일 ~ )는 미국의 정치인이다.

## 역대 선거 결과
| 선거명      | 직책명                          | 대수 | 정당   | 득표율   | 득표수    | 결과 | 당락                     |
| ----------- | ------------------------------- | ---- | ------ | -------- | --------- | ---- | ------------------------ |
| 1958년 선거 | 하원의원 (콜로라도 덴버 선거구) | 42대 | 민주당 | 3.26%    | 78,489표  | 16위 | 콜로라도 주의원 당선     |
| 1960년 선거 | 하원의원 (콜로라도 덴버 선거구) | 43대 | 민주당 | 3.19%    | 96,157표  | 7위  | 콜로라도 주의원 당선     |
| 1962년 선거 | 상원의원 (콜로라도 제1부)       | 44대 | 민주당 | 13.02%   | 83,184표  | 3위  | 콜로라도 주의원 당선     |
| 1964년 선거 | 상원의원 (콜로라도 제3부)       | 45대 | 민주당 | 단독후보 | 무투표    | 1위  | 콜로라도 주의원 당선     |
| 1966년 선거 | 상원의원 (콜로라도 제2부)       | 89대 | 민주당 | 41.93%   | 266,198표 | 2위  | 낙선                     |
| 1978년 선거 | 콜로라도 재무장관               | 49대 | 민주당 | 53.65%   | 418,622표 | 1위  | 콜로라도주 재무장관 당선 |
| 1982년 선거 | 콜로라도 재무장관               | 49대 | 민주당 | 54.27%   | 504,242표 | 1위  | 콜로라도주 재무장관 당선 |
| 1986년 선거 | 콜로라도 주지사                 | 39대 | 민주당 | 58.20%   | 616,325표 | 1위  | 콜로라도 주지사 당선     |
| 1990년 선거 | 콜로라도 주지사                 | 39대 | 민주당 | 61.89%   | 626,032표 | 1위  | 콜로라도 주지사 당선     |
| 1994년 선거 | 콜로라도 주지사                 | 39대 | 민주당 | 55.46%   | 619,205표 | 1위  | 콜로라도 주지사 당선     |